# Якщо хочеш бути щасливим
«Якщо хочеш бути щасливим» (рос. «Если хочешь быть счастливым») — радянський художній фільм 1974 року, знятий на кіностудії «Мосфільм».

## Сюжет
1970-ті роки. Головні герої фільму — чоловік і дружина. У них романтичні професії. Він — льотчик-випробувач, вертольотчик. Вона — телерепортер. Їх життя наповнене роботою, людьми, поїздками. Вони люблять один одного, але через роботу рідко бачаться. І все ж вони щасливі…

## У ролях
- Микола Губенко — Андрій Родіонов
- Жанна Болотова — Тетяна Родіонова
- Паул Буткевич — Артур Кларк, американський пілот вертольота
- Віктор Соцкі-Войніческу — Мурті, індійський пілот вертольота
- Віктор Філіппов — Володимир Гусаров, механік, член екіпажу вертольота
- Василь Шукшин — Володимир Андрійович Федотов, робітник-передовик
- Лідія Федосеєва-Шукшина — Маша Федотова, його дружина
- Микола Крюков — член радянської делегації на випробуваннях вертольота
- Василь Симчич — Сергій Олександрович, начальник Родіонова
- Арніс Ліцитіс — член американського екіпажу вертольота
- Мірчі Соцкі-Войніческу — Поддар
- Михайло Селютин — оператор
- Валентин Зубков — Василь Петрович, друг і колега Родіонова
- Іван Шарін — Єрофеїч, старий-мисливець
- Світлана Коновалова — дружина Сергія Олександровича
- Зана Заноні — індіанка

## Знімальна група
- Режисер — Микола Губенко
- Сценаристи — Микола Губенко, Василь Соловйов
- Оператор — Елізбар Караваєв
- Композитор — Георгій Фіртич
- Художники — Володимир Аронін, Совет Агоян